# Hypenetes rexi
Hypenetes rexi là một loài ruồi trong họ Asilidae. Hypenetes rexi được Londt miêu tả năm 1985. Loài này phân bố ở vùng nhiệt đới châu Phi.